# انتخابات ریاست‌جمهوری ایالات متحده آمریکا (۱۹۷۲)
ریچاردنیکسون که نخستین بار در سال ۱۹۶۸ به ریاست جمهوری آمریکا رسیده بود، برای بار دوم در سال ۱۹۷۲ در انتخابات ریاست جمهوری آمریکا شرکت کرد.
چهل و هفتمین دوره انتخابات ریاست جمهوری آمریکا در سال ۱۹۷۲برگزار شد و در این سال ریچارد نیکسون رئیس‌جمهور به رقابت با جرج مک‌گاورن از حزب دموکرات و هاسپرز از حزب آزادیخواه پرداخت نیکسون موفق شد از ۵۳۸ رأی الکترال ۵۲۰ رأی را بدست آورد در حالی که جرج مک‌گاورن از حزب دموکرات ۱۷ رأی و هاسپرز با یک رأی شکست سختی خوردند و نیکسون برای بار دوم به ریاست جمهوری رسید.
نیکسون بعد از ماجرای رسوایی واترگیت در سال ۱۹۷۴ از سمت خود استعفا داد و جرالد فورد معاون وی تا پایان دوره به مقام ریاست جمهوری رسید.

## نگارخانه

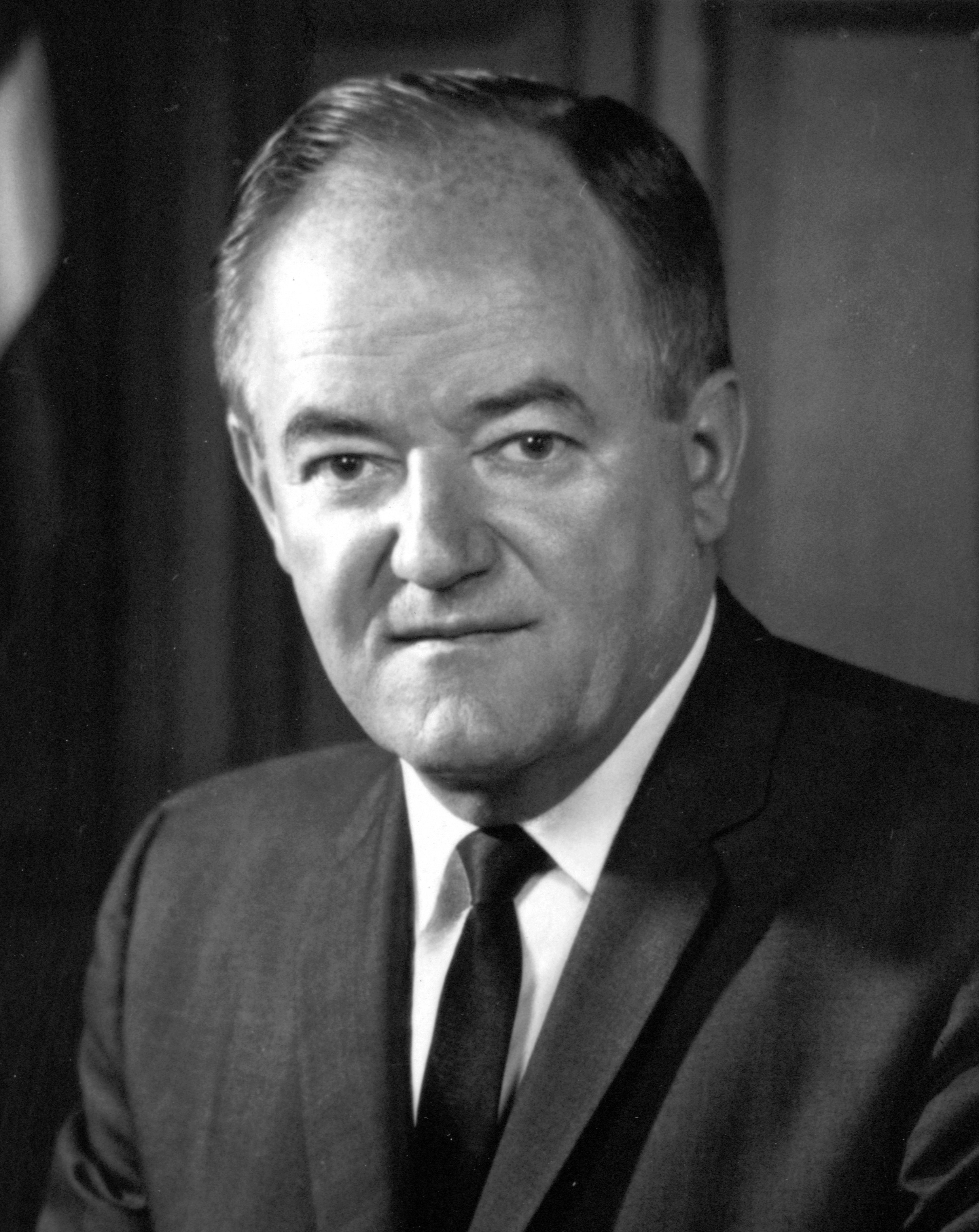
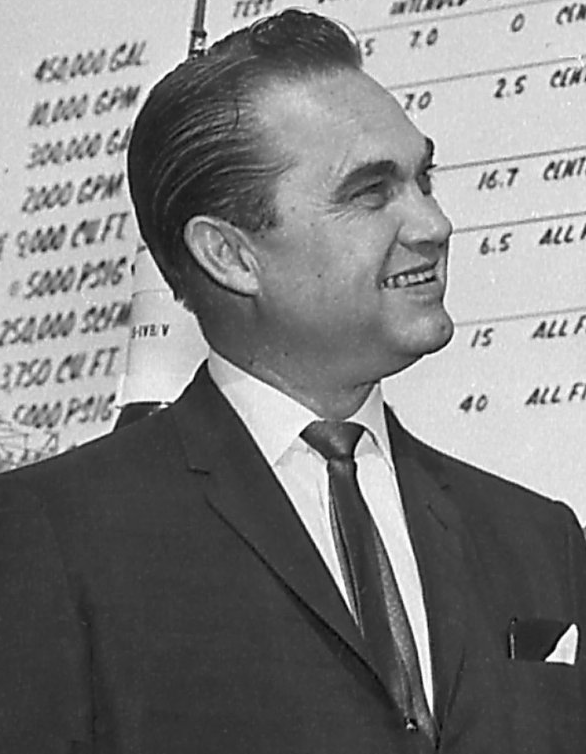
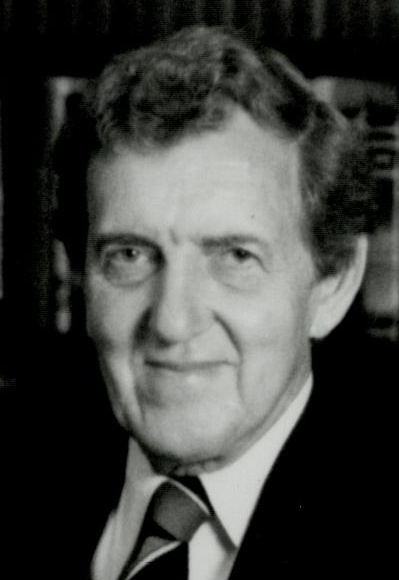
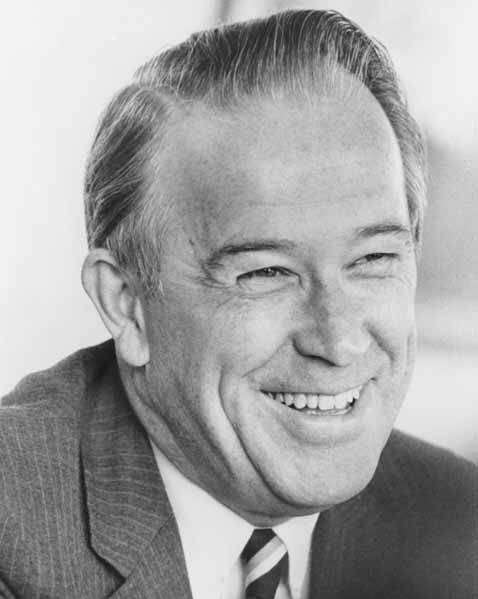
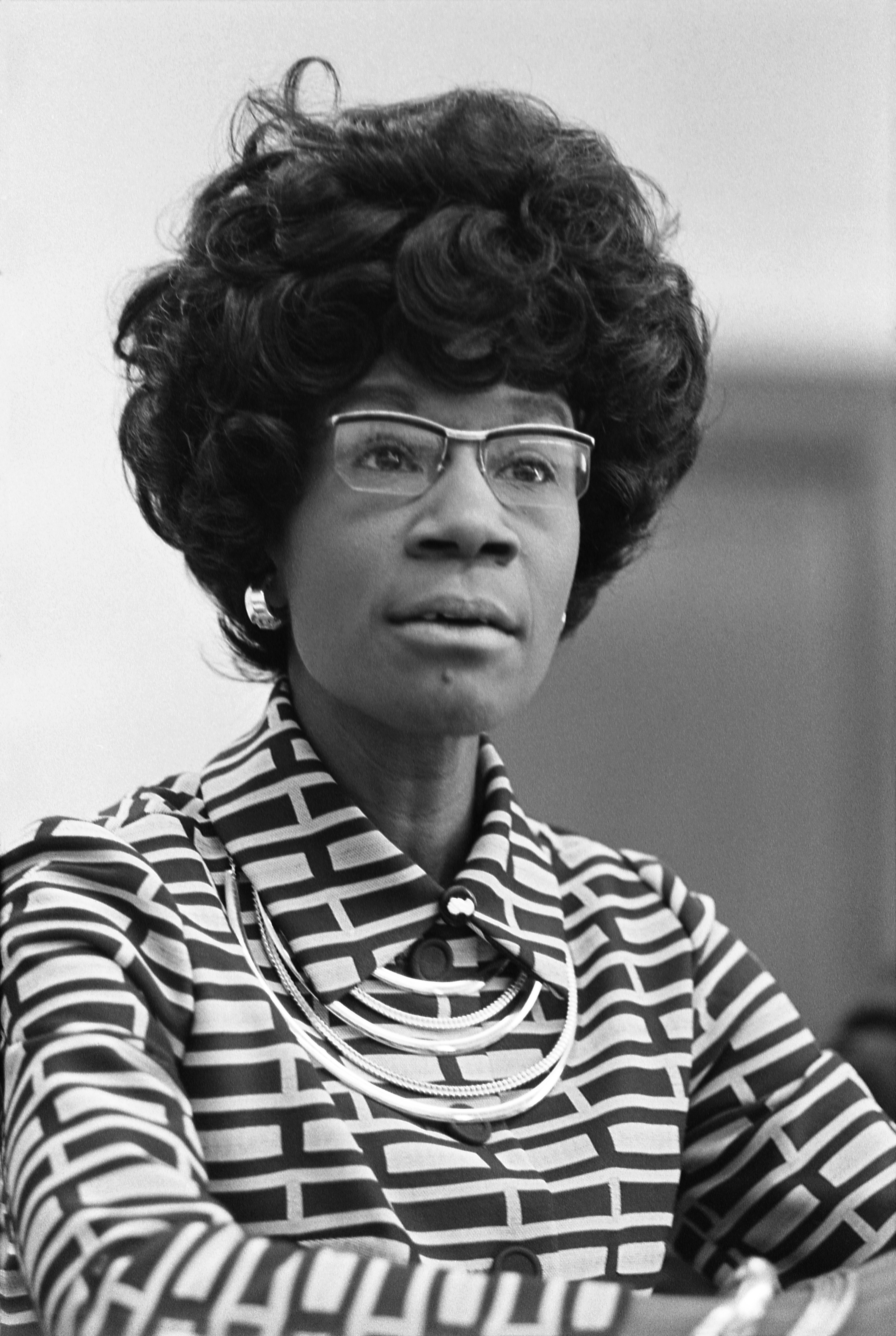
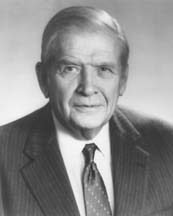
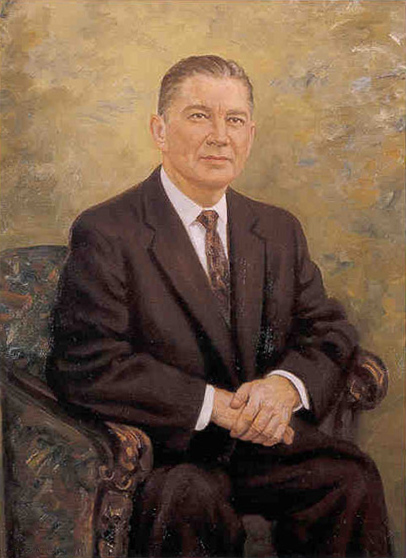
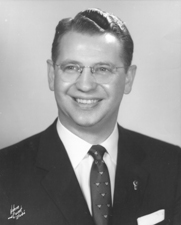
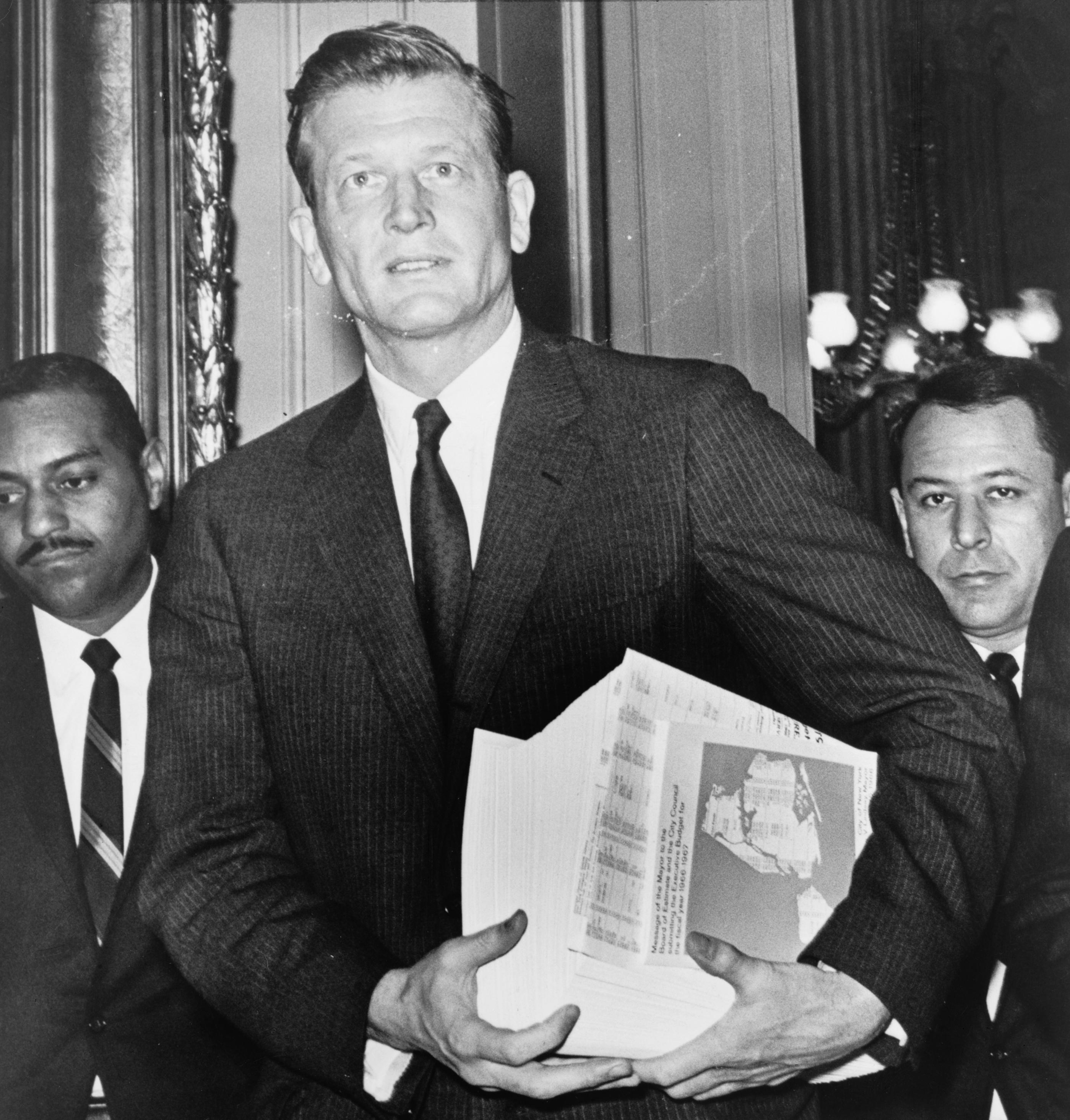
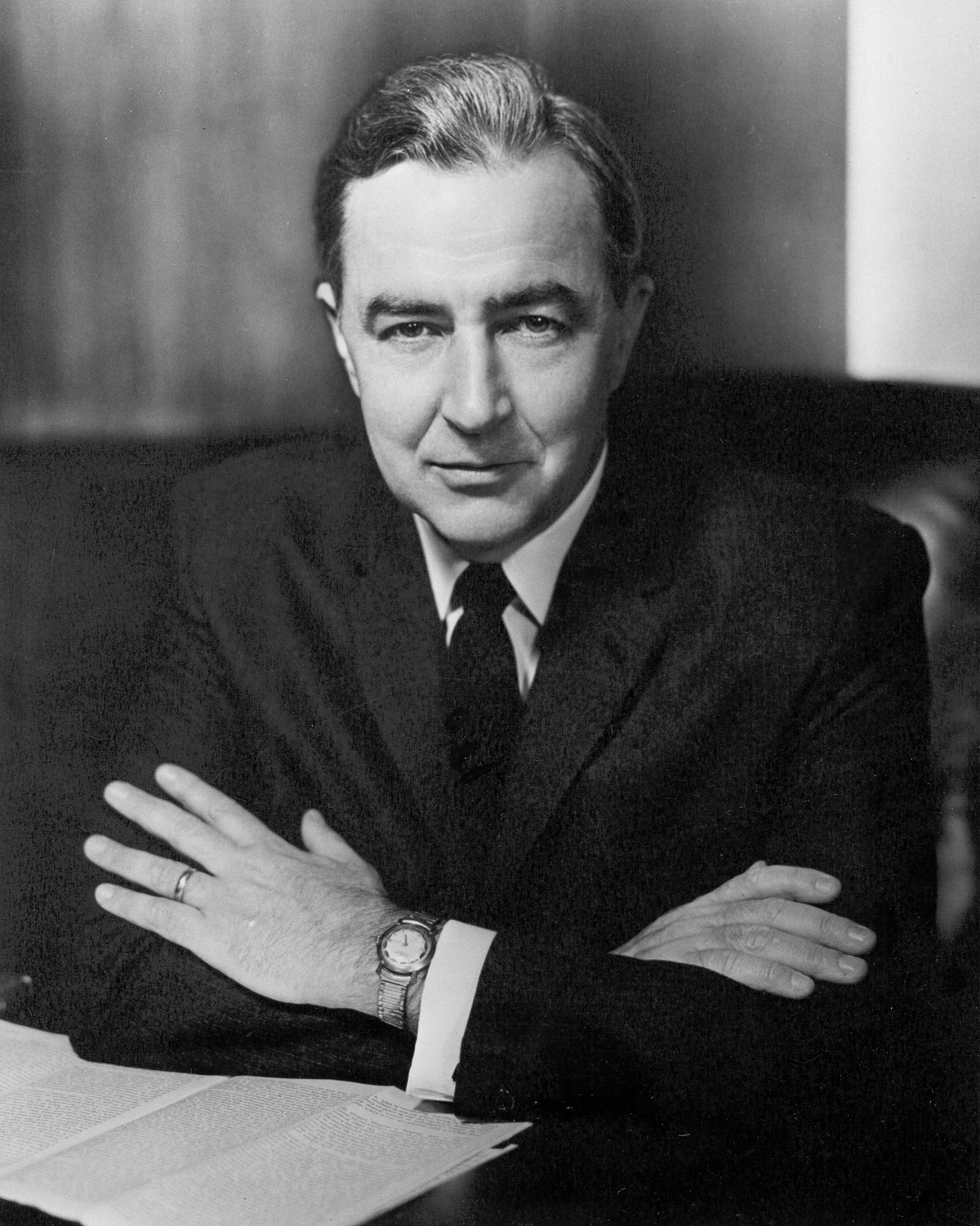
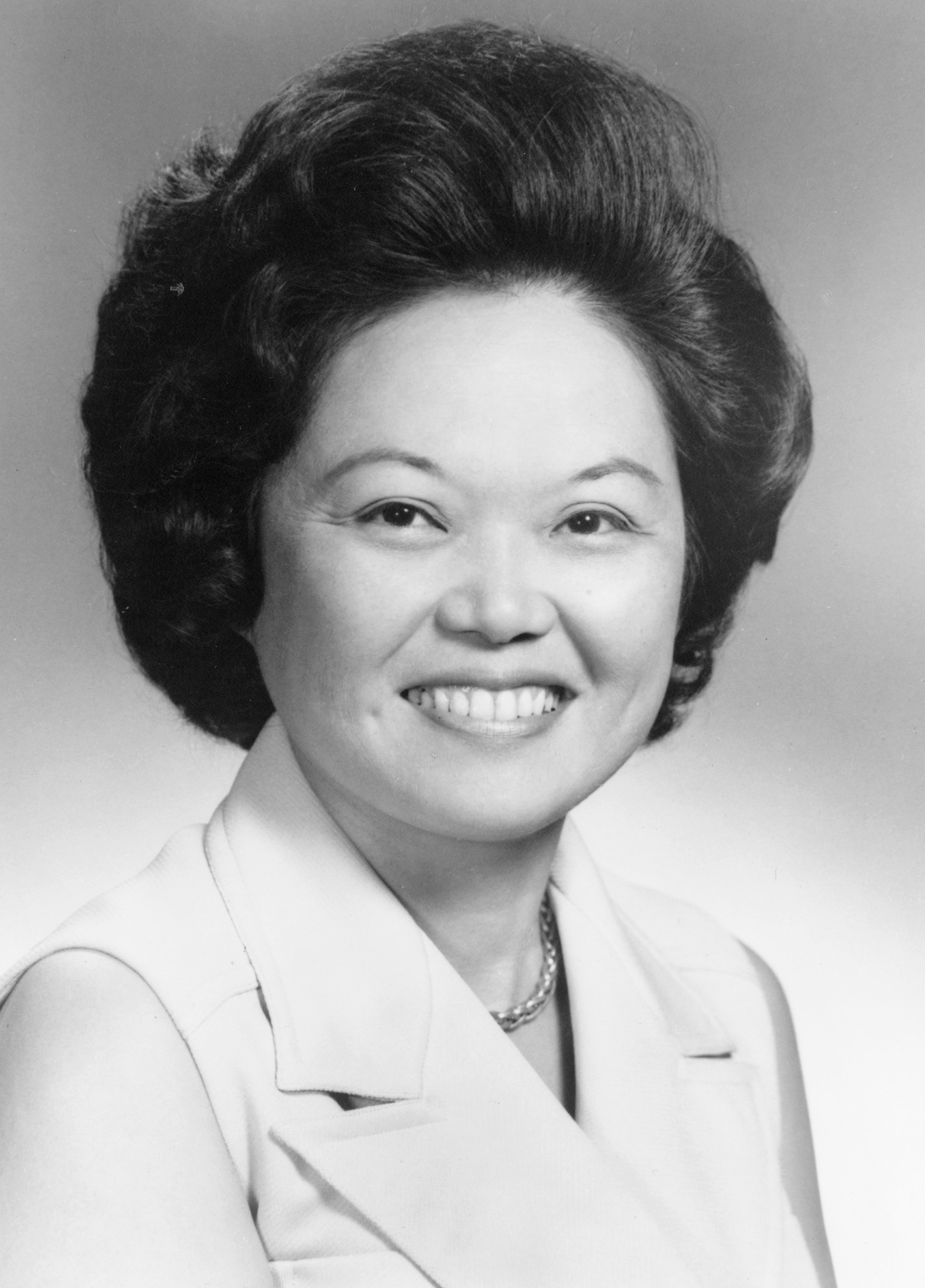
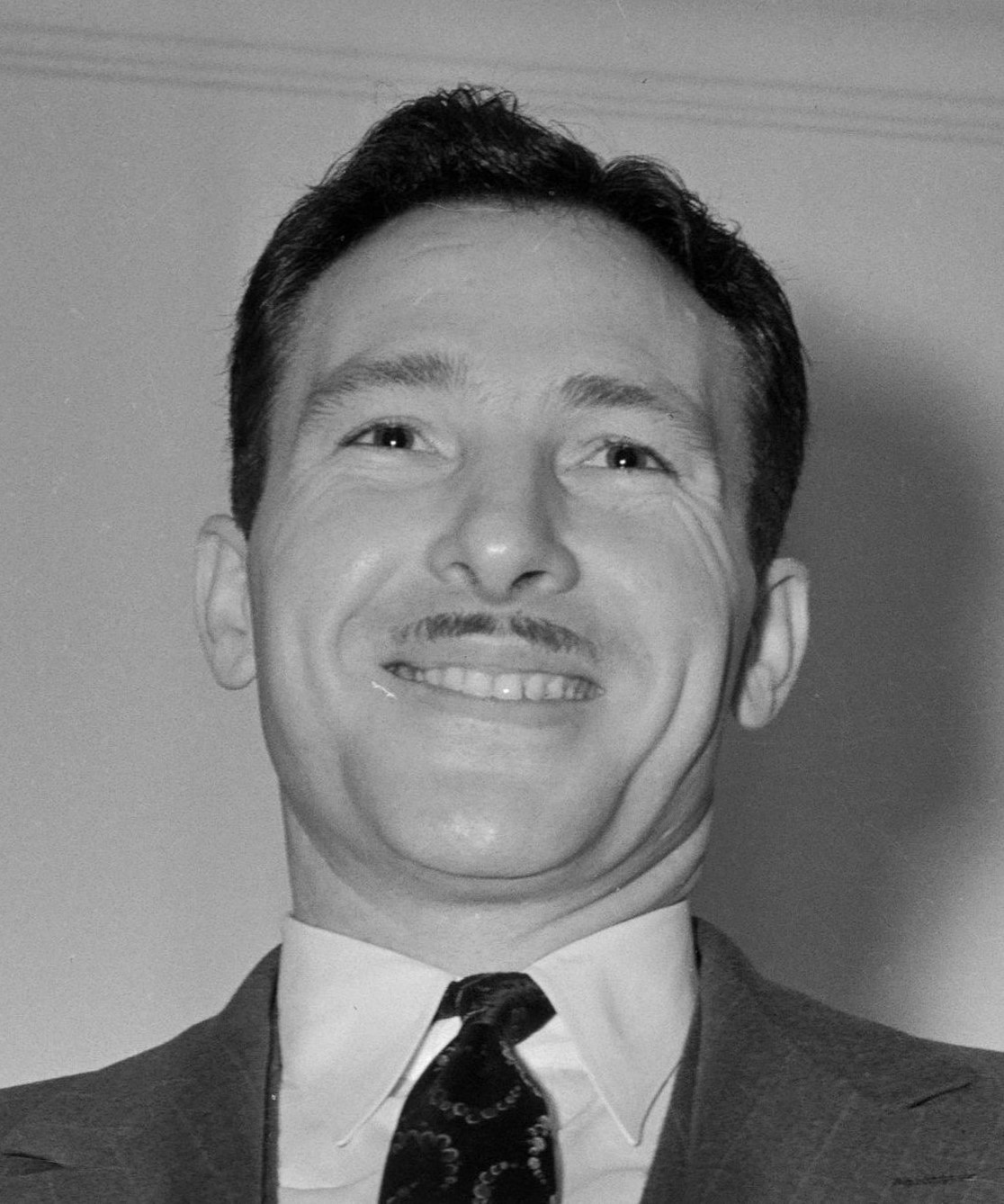
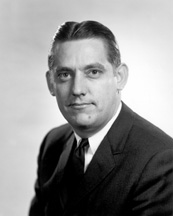
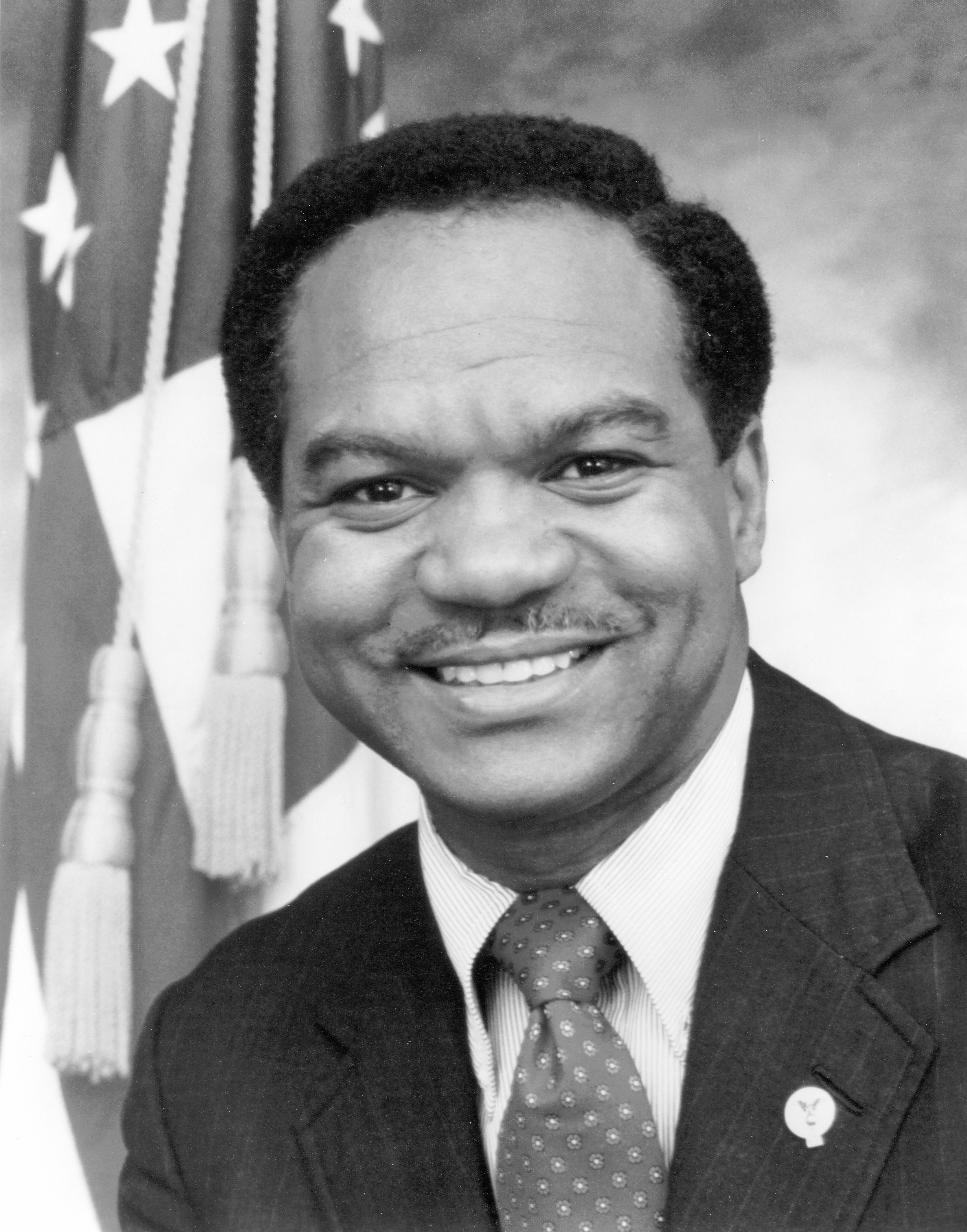